# セバスティアン・アブレウ
ワシントン・セバスティアン・アブレウ・ガージョ（Washington Sebastián Abreu Gallo, 1976年10月17日 - ）は、ウルグアイ・ミナス出身の元サッカー選手。元ウルグアイ代表。現役時代のポジションはフォワード。所属クラブ数のギネス世界記録（31クラブ）を保持するジャーニーマンとして知られている。

## 選手経歴

### クラブ
母国ウルグアイのデフェンソールでプロ選手となり、アメリカ大陸の5ヶ国（ウルグアイ、アルゼンチン、ブラジル、メキシコ、エクアドル）とスペイン、イスラエル、ギリシャでプレー経験を持つ。1998年1月、アルゼンチンのCAサン・ロレンソ・デ・アルマグロからスペインのデポルティーボ・ラ・コルーニャに移籍すると、直後の1月25日のFCバルセロナ戦で得点した。しかしデポルティーボに在籍時は他クラブへのレンタル移籍を繰り返した。
その後はメキシコやアルゼンチンでプレーしていたが、2008年夏、長い交渉の末にイスラエルのベイタル・エルサレムFCに移籍。2008-09シーズンのUEFAチャンピオンズリーグ予選に参戦したが早々に敗退し、国内リーグ戦には出場できなかった。2008年9月にはベイタルとの契約を破棄して、アルゼンチンのCAリーベル・プレートと2009年1月までの契約を結びなおした。しかし契約の関係で国内リーグ戦には出場できず、南米カップ戦のみの出場となった。2009年1月、スペイン・セグンダ・ディビシオン（2部）のレアル・ソシエダに移籍し、10年ぶりにスペインへ戻った。2009年6月13日にはギリシャのアリス・テッサロニキに移籍した。2010年1月にブラジルのボタフォゴに移籍した。
2016年1月8日、リーガ・パラグアージャのクルブ・ソル・デ・アメリカと1年契約を結んだ。同年末にはバングーACと契約、これが通算28度目の移籍となり、ルッツ・ファンネンシュティールの持つ記録（25回）を上回ってギネス記録に認定された。
2017年4月3日、セグンダ・ディビシオン・プロフェシオナルのセントラル・エスパニョールFCに加入し母国へ復帰した。2017-18シーズンよりプリメーラBデ・チレ（チリ2部）のデポルテス・プエルト・モントへ移籍することが発表された。
2017年12月、チリ1部のアウダックス・イタリアーノへ移籍し、歴代所属クラブ数の記録を26に伸ばした。これにより、ルッツ・ファンネンシュティールの記録（25回）を抜いてギネス世界記録を更新した。
2021年2月3日、カンピオナート・ミネイロ（ミナスジェライス州選手権）のアスレティック・クラブに短期契約で移籍し、その後、母国のスド・アメリカに移籍して歴代所属クラブ数の記録を31に伸ばした。同年6月11日のリベルプールFC戦をもって現役を引退。

### 代表
1996年7月17日、チリ戦でウルグアイ代表としてデビューした。
2002年のW杯日韓大会や、1997年と2007年のコパ・アメリカに出場している。
W杯南アフリカ大会南米予選では先発出場が1試合のみで、途中出場時も含めて得点はなかったが、コスタリカとの大陸間プレーオフでは、ホームでの第2戦で65分にルイス・スアレスとの交代でピッチに立ち、その5分後にヘディングで貴重な先制点を奪って本大会出場に貢献した。ルイス・スアレスやエディンソン・カバーニの控えとして本大会に臨み、グループリーグ初戦のフランス戦、準々決勝のガーナ戦、準決勝のオランダ戦、3位決定戦のドイツ戦の4試合に途中出場した。PK戦までもつれたガーナ戦では5番手のキッカーとして登場し、プレッシャーのかかる場面でチップキックを決めて勝ち抜けを決めた。
代表通算26ゴールは、ウルグアイ代表の歴代7位の記録である。

## 引退後
2019年12月、ウルグアイ・プリメーラ・ディビシオン2020シーズンに先立ち、ボストン・リーベルの選手兼任監督に任命された。

## 代表歴

### 出場大会
- ウルグアイ代表
  - 2002 FIFAワールドカップ
  - 2010 FIFAワールドカップ

### 試合数
- 国際Aマッチ 70試合 27得点（1996年-2012年）[12]

| ウルグアイ代表 | 国際Aマッチ | 国際Aマッチ |
| 年             | 出場        | 得点        |
| -------------- | ----------- | ----------- |
| 1996           | 2           | 1           |
| 1997           | 5           | 2           |
| 1998           | 0           | 0           |
| 1999           | 0           | 0           |
| 2000           | 2           | 0           |
| 2001           | 0           | 0           |
| 2002           | 7           | 6           |
| 2003           | 2           | 2           |
| 2004           | 0           | 0           |
| 2005           | 1           | 1           |
| 2006           | 7           | 2           |
| 2007           | 10          | 7           |
| 2008           | 8           | 3           |
| 2009           | 10          | 1           |
| 2010           | 8           | 2           |
| 2011           | 5           | 0           |
| 2012           | 3           | 0           |
| 通算           | 70          | 27          |

## タイトル

### クラブ
サン・ロレンソ
- プリメーラ・ディビシオン : 2001クラウスーラ

ナシオナル
- トルネオ・ウルグアージョ : 2001, 2002, 2005

リーベル・プレート
- プリメーラ・ディビシオン : 2007-08クラウスーラ

ボタフォゴ
- カンピオナート・カリオカ : 2010

サンタ・テクラ
- ラ・リーガ・マジョール : 2016アペルトゥーラ

### 代表
ウルグアイ
- コパ・アメリカ : 2011